# Miquel Joan Maimó Obrador
Miquel Joan Maimó Obrador (Felanitx, Mallorca 1608 - Palma 1666) va ser un religiós. Va exercir com a frare en el convent de Sant Domingo. També es doctorà en dret canònic per la Universitat Literària de Mallorca i lector en teologia del convent dominic de Cartagena. Fou nomenat procurador general de l'ordre dels domínics a la província de Sant Antonio l'any 1638. Felip IV el nomenà jutge de competències del regne de Mallorca. Va escriure alguns llibres com Apologeticum ad universitum sacrum pradicatorum ordinem (1642) i An ecclesiastici conveneri possint (1657).